# 州元首
州元首（語範的統一譯名是州長）是馬來西亞砂拉越、檳城、馬六甲和沙巴這四個州的元首的正式頭銜，由最高元首任命，每屆任期4年，可連任。在馬來西亞，砂拉越、檳城、馬六甲和沙巴，這四個沒有世襲君主的州屬，由最高元首在諮詢該州首席部長的意見後任命。州元首的尊稱是閣下，英文称谓为{His Excellency}。

## 法定職權
在上述四個「非世襲君主」州屬，州元首為該州之首长，其主要職權为：任命州立法議會議長（Yang di-Pertua）及州行政議會首席部長（Ketua Menteri），並根據首席部長、总理的建議任命行政議會的行政議員，此外，也包括在州內行使特赦權，以及根據榮譽制度法令授予勳章于冊封榮譽頭銜。

## 州領導人制度
馬來西亞現有的十三州之中，上述四個州屬的（非世襲）「州元首」和另九個州屬的「世襲君主」有幾個不同點：
- 州元首雖然是統治者理事會的成員，但不具備成為最高元首的條件，对此也沒有投票權。
- 州元首不是有關州屬的伊斯蘭教領袖。

## 語彙演變
在1976年以前，砂拉越、檳城和馬六甲元首的頭銜採用英語（沿革自殖民地時期的總督，在馬來語中是），馬來語為；沙巴元首的頭銜同樣採用英語，在馬來語中則是。1959年，新加坡成立自治邦，新加坡元首同樣使用頭銜；1963－65年，新加坡成為馬來西亞的第14個州，沿用的頭銜。由1976年開始，砂拉越、檳城、馬六甲和沙巴元首的馬來語頭銜統稱為，在英語中則依然是。
馬來西亞華語規範理事會頒佈的統一譯名是州長，惟民間約定俗成的慣用語為州元首。

## 现任州元首
以下列出上述四州的现任州元首：
| 州属   | 州元首     | 就任日期      | 前任元首 |
| ------ | ---------- | ------------- | -------- |
| 马六甲 | 莫哈末阿里 | 2020年6月4日  | 列表     |
| 檳城   | 南利岳达利 | 2025年5月1日  | 列表     |
| 沙巴   | 慕沙阿曼   | 2025年1月1日  | 列表     |
| 砂拉越 | 旺朱乃迪   | 2024年1月26日 | 列表     |

## 参見
- 最高元首，馬來西亞國家元首的稱號
- 元首，汶萊苏丹的稱號，新加坡和沙巴元首亦曾經使用過
- 马来统治者，馬來西亞世襲君主的稱號
- 嚴端，森美蘭最高統治者的稱號
- 州長、省長、知事、總督，的其它譯名